# Olde English 800
Olde English 800 är ett amerikanskt ölmärke producerat av Miller Brewing Company. Det introducerades 1964 och köptes upp av Miller 1999. Den är en så kallad Malt liquor. Drycken finns i olika flaskstorlekar men har blivit känd främst för att vara en av de malt liquers som kommer i en 40 ounce-glasflaska (1.18 liter). Rapparen Game och gruppen Alkaline Trio har båda skrivit låtar om Olde English 800. Old english 800, även kallad "8 Ball" var väldigt vanligt i ghettona i USA på 80/90-talet. Det är många rappare som har rappat om ölen, och det var väldigt populärt hos ungdomar i USA, speciellt latino/afroamerikanska ungdomar.